# Say One for Me (album)
Say One for Me (podtytuł: An Original Sound Track Recording) – album ze ścieżką dźwiękową z udziałem Binga Crosby’ego, Debbie Reynolds i Roberta Wagnera pochodzący z filmu Say One for Me z 1959 roku. Został wydany przez Columbia Records z numerem CL 1337. Wersja „The Secret of Christmas” zawarta na albumie nie była tą z filmu. W wersji filmowej Robert Wagner i Debbie Reynolds dołączyli do Binga pod koniec piosenki. Zamiast tego Bing nagrał piosenkę ponownie 25 marca 1959 roku z Frankiem De Volem i jego orkiestrą.

## Lista utworów
Wszystkie piosenki zostały napisane przez Jimmy'ego Van Heusena (muzyka) i Sammy'ego Cahna (teksty).

### strona 1
| 1. | „Say One for Me” (main title)                                       | 1:55  |
|    |                                                                     |       |
| 2. | „Say One for Me” (Bing Crosby & Debbie Reynolds)                    | 3:07  |
|    |                                                                     |       |
| 3. | „Say One for Me” (Lionel Newman & Orchestra)                        | 0:52  |
|    |                                                                     |       |
| 4. | „You Can't Love 'Em All” (Debbie Reynolds & Robert Wagner)          | 4:17  |
|    |                                                                     |       |
| 5. | „Say One for Me” (orchestral reprise)                               | 1:33  |
|    |                                                                     |       |
| 6. | „The Girl Most Likely to Succeed” (Debbie Reynolds & Robert Wagner) | 3:44  |
|    |                                                                     |       |
| 7. | „You Can't Love 'Em All” (orchestral reprise)                       | 1:17  |
|    |                                                                     |       |
|    |                                                                     | 16:45 |
|    |                                                                     |       |

### strona 2
| 1. | „The Night That Rock and Roll Died (Almost)”                | 1:56  |
|    |                                                             |       |
| 2. | „I Couldn't Care Less” (Bing Crosby, accomp. by Buddy Cole) | 1:50  |
|    |                                                             |       |
| 3. | „I Couldn't Care Less” (hangover scene)                     | 1:53  |
|    |                                                             |       |
| 4. | „The Night That Rock and Roll Died (Almost)”                | 3:21  |
|    |                                                             |       |
| 5. | „Say One for Me” (Bing Crosby)                              | 1:55  |
|    |                                                             |       |
| 6. | „Chico's Choo-Choo” (Debbie Reynolds & Robert Wagner)       | 3:12  |
|    |                                                             |       |
| 7. | „The Secret of Christmas” (Bing Crosby)                     | 2:52  |
|    |                                                             |       |
|    |                                                             | 16:59 |
|    |                                                             |       |